# Trapper

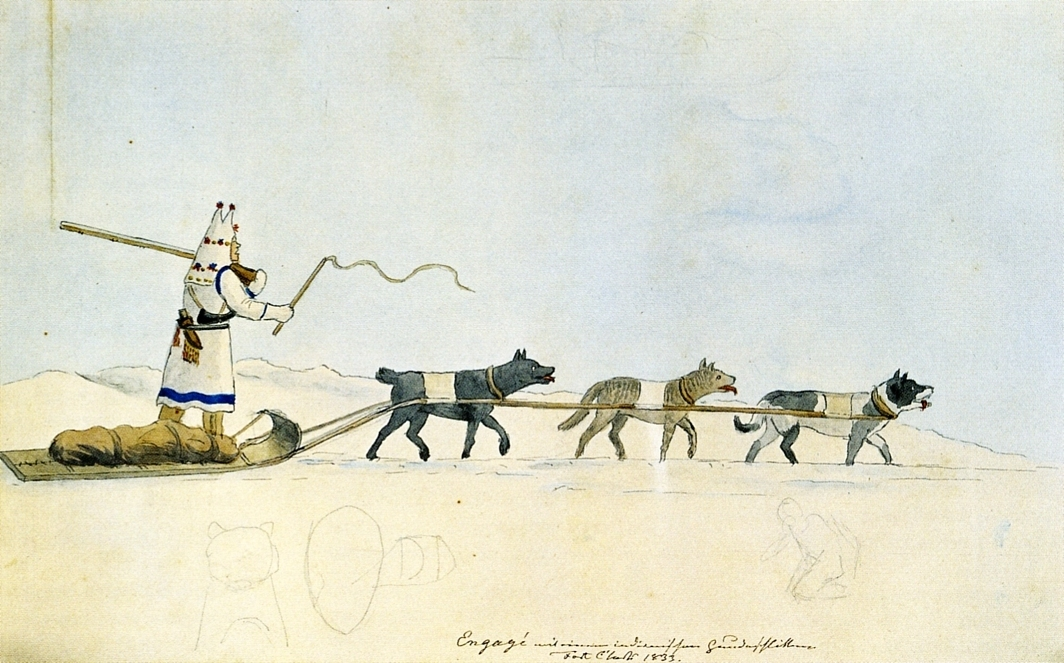
Engagé hos American Fur Company med indiansk toboggan nära Fort Clark (i dagens North Dakota). (Akvarell av Maximilian zu Wied-Neuwied 1833.)

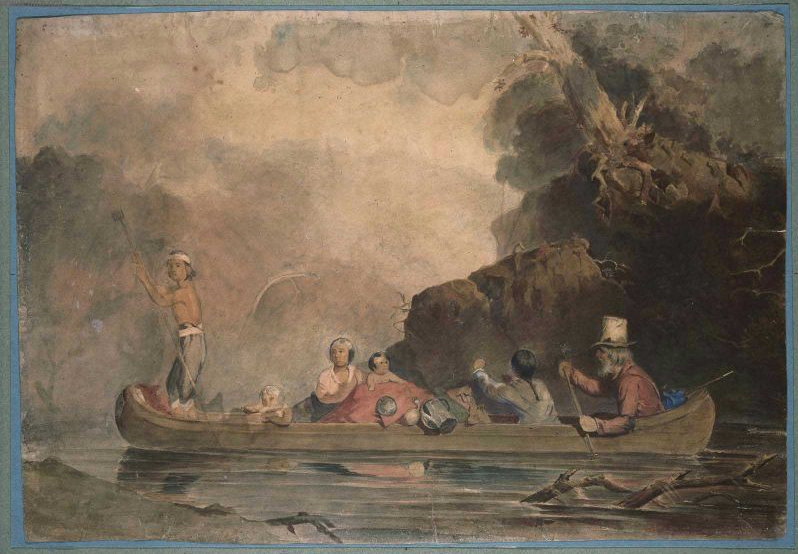
En trapper och hans familj. Målning av Charles Deas 1845

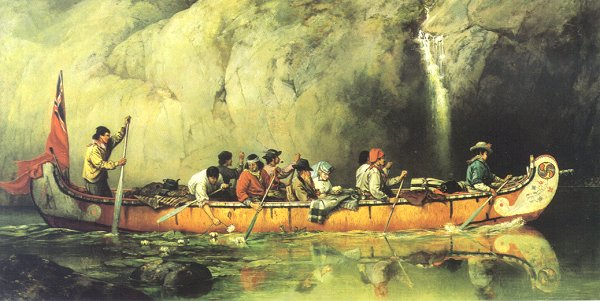
Hudson's Bay Company kanot 1869.

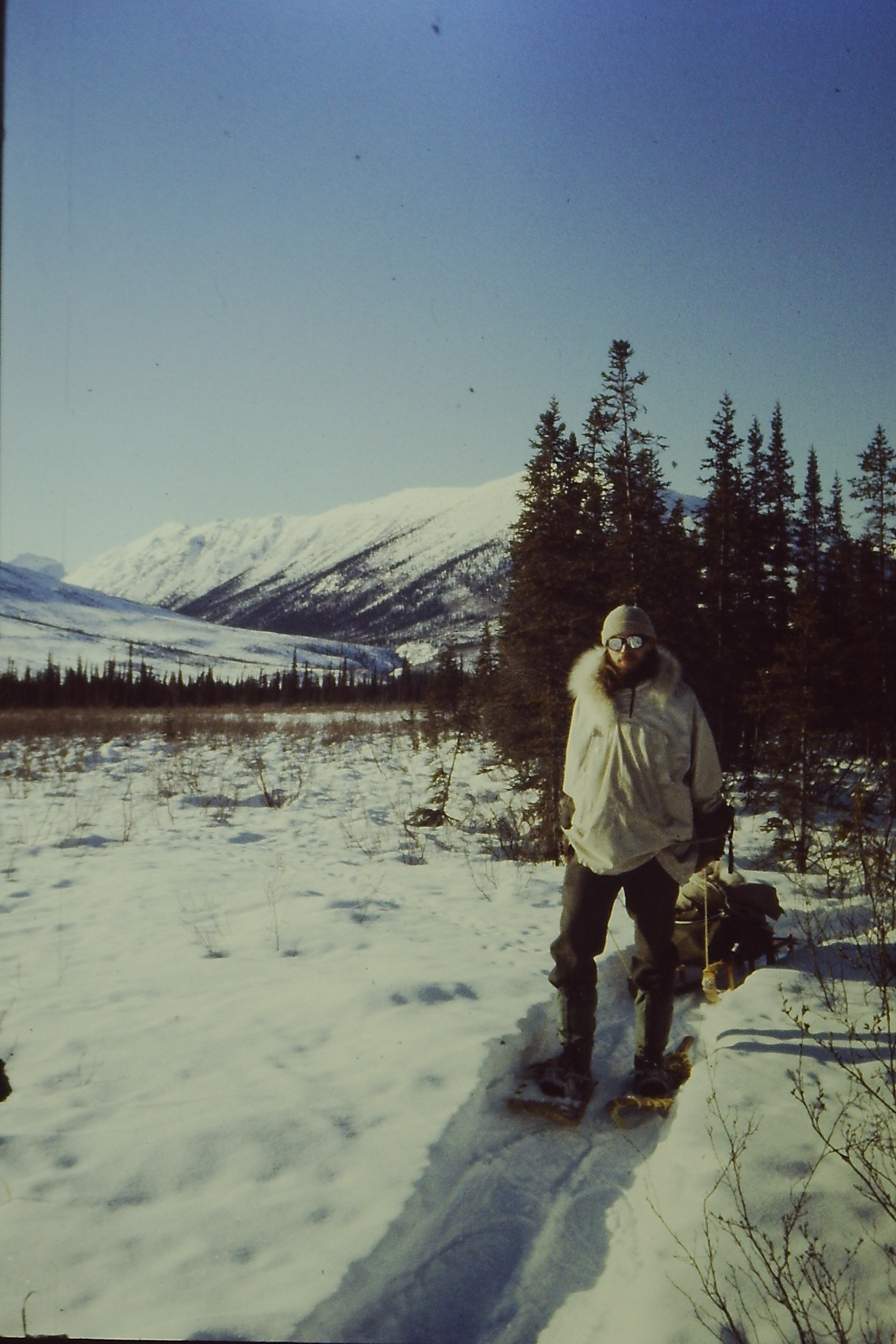
Trapper omkring 1982.

Trapper (engelska, av trap ’fälla’) är den nordamerikanska benämningen på fångstman eller pälsjägare. Dessa män var och är även idag pälshandelns fotfolk och de som förser pälsföretagen med de åtråvärda pälsarna. De kännetecknas av att de tar sin fångst med hjälp av fälla. Fångsten kan bestå av allt från bisamråtta till björn. Pälsen säljs till pälsföretag som i sin tur ofta säljer dem vidare ut till modeindustrin där den blir bl.a. kappor och mössor. Trappern har varit ämne för såväl myt som legend och vissa eror har fått särskilt mycket uppmärksamhet vilket fått trappern att framstå som endast en historisk gestalt.      

## Historik
Trappers har funnits lika länge som pälshandeln, vilken i Nordamerika till en början dominerades av byteshandel där indianerna stod för pälsen och den vite mannen för europeiska varor. Pälshandeln och dess företag kom till Nordamerika på 1600-talet från bl.a. Nederländerna, England, Frankrike, Tyskland och Skandinavien. 
I 1700-talets Nordamerika började vita män tränga sig längre in i vildmarkerna, där de försörjde sig på jakt av kött- och pälsvilt. Dessa trappers anammade ofta indianernas seder och livsstil och färdades sommartid med kanot och vintertid på snöskor. Många trappers gifte sig även med indiankvinnor. Under 1800-talets första hälft hade de amerikanska pälsbolagen och med dem pälsjägarna tagit sig så långt västerut som till den övre delen av Missourifloden och Klippiga bergen. Här uppstod en ny pälshandelsera och ett nytt namn sattes på fångstmännen, "mountain men". Dessa bergsmän jagade och fångade framför allt bäver, vars fina innerull användes vid hattillverkning i både Europa och Nordamerika. Bergsmännen tog pälsen och sålde den till pälsbolag som American Fur Company (1808-1842) och Rocky Mountain Fur Company (1822–1834).
Norrut i Kanada verkade två stora brittiska bolag, ett vid namn Hudson's Bay Company (1670-idag) och ett annat vid namn North West Company (1783–1821). Dessa gick samman år 1821, vilket gav det förstärkta Hudson's Bay Company monopol i hela den brittiska kolonin. Både samarbete och intressekonflikter uppstod mellan de amerikanska och brittiska företagen vid gränstrakter som Oregon, vilket vid början av 1800-talet sträckte sig från Stilla havs-kusten till Klippiga bergens västra delar och officiellt var brittiskt territorium.

## Trappers idag
Efter år 1840 dominerades den västamerikanska pälshandeln av bisonfällar istället för bäverpälsar och trapper blev ett alltmer ovanligt yrke i dessa regioner. I Kanada däremot fanns tillgångarna på pälsvilt kvar och med dem pälsjägarna som där fortfarande finns kvar som yrkesgrupp. Många har det annars som sidoinkomst och fritidsintresse. Förutom i Nordamerika har trappers även funnits på till exempel Svalbard. Författare som skrivit om trappers är Jack London och Albert Viksten.  Derib  (Claude de Ribaupierre) har skrivit och tecknat albumen om trappern Buddy Longway.

## Svenska trappers
Ett exempel på en svensk trapper är Harry MacFie (1879–1956) och Waldemar Bergstrand (1901-1987)